# Henry Briones
José Enrique Briones (Tijuana, Baja California; 22 de octubre de 1980), más conocido como Henry Briones, es un artista marcial mixto mexicano que compitió en la división de peso gallo de Ultimate Fighting Championship (UFC).

## Primeros años
Henry Briones nació y creció en Tijuana jugando hockey en línea debido a la escasez de pistas de hockey sobre hielo en su país natal. Para su último año en la escuela secundaria, Henry se mudó a vivir con su tía en Oklahoma, en busca de una carrera profesional en el hockey sobre hielo. Sin embargo, su sueño no se materializó y regresó a México para asistir a la facultad de derecho.
A los 26 años de edad, Henry comenzó a entrenar MMA cuando se unió al gimnasio ENTRAM.

## Carrera de artes marciales mixtas
Briones peleó principalmente en Ultimate Warrior Challenge México y en promociones independientes del país, llegando a acumular un récord de 15-4-1 antes de unirse a la UFC. Empezaría a probar suerte en el programa de desarrollo de América Latina de UFC, el cual fue aceptado.

### The Ultimate Fighter
En mayo de 2014, participó en The Ultimate Fighter: Latin America, del programa de telerrealidad producido por UFC, The Ultimate Fighter. Se enfrentó a Marlon Vera en cuartos de final y perdió la pelea, al no ser seleccionado como uno de los concursantes del espectáculo.

### Ultimate Fighting Championship
Briones hizo su debut promocional el 15 de noviembre de 2014 en UFC 180 en la Ciudad de México contra Guido Cannetti. Ganó la pelea por sumisión mediante un estrangulamiento trasero en el segundo asalto. Obtuvo una bonificación de Fight of the Night por su actuación.
Luego se enfrentó a Cody Garbrandt el 11 de julio de 2015 en UFC 189. Perdió la pelea por decisión unánime.
Briones estaba programado para enfrentar a Brad Pickett el 27 de febrero de 2016 en UFC Fight Night 84, pero se retiró de la pelea debido a una lesión. La pelea fue reprogramada para UFC Fight Night 93 el 3 de septiembre; sin embargo, esta tampoco se llevó a cabo ya que Briones, por motivos desconocidos, no pudo competir. La pelea entre Briones y Pickett fue por tercera vez reprogramada para el 18 de marzo de 2017 en UFC Fight Night 107. Nuevamente la pelea fue cancelada debido a que Briones se retiró una semana antes de la pelea
El 5 de noviembre de 2016, Briones se enfrentó a Douglas Silva de Andrade en UFC Fight Night 98. Perdió la pelea luego de recibir un puño giratorio de Silva en el tercer asalto.
Briones se enfrentó a Rani Yahya el 5 de agosto de 2017 en UFC Fight Night 114. Perdió la pelea a través de una sumisión de kimura en el primer asalto.
Briones se enfrentó a Frankie Saenz el 19 de mayo de 2018 en UFC Fight Night 129. Perdió la pelea por decisión unánime.
El 5 de noviembre de 2019, se anunció que Briones había sido liberado de UFC luego de cuatro derrotas consecutivas en la promoción.

### Etapa como comentarista
Tras anunciar su retiro de MMA en 2018, Briones empezó su carrera como analista de peleas en el UFC y posteriormente en LUX Fight League.

## Vida personal
Antes de incursionar como peleador, Briones trabajaba en un bufete de abogados durante los días de semana y como barman durante los fines de semana.
El apodo de Briones, «Bure», fue acuñado por los fanáticos del hockey cuando vieron la similitud entre él y Pavel Bure, jugador ruso de hockey sobre hielo durante sus años de escuela secundaria. Briones decidió mantener el apodo que le dieron los fanáticos para honrarlos donde pasó 14 años de su vida en el deporte.

## Campeonatos y logros
- Cage Gladiators
  - Campeón de peso ligero de Cage Gladiators (una vez)

- Ultimate Fighting Championship
  - Pelea de la noche (una vez) vs. Guido Cannetti

## Récord en artes marciales mixtas
| Récord profesional | Récord profesional | Récord profesional |
| 25 peleas          | 16 victorias       | 8 derrotas         |
| ------------------ | ------------------ | ------------------ |
| Nocaut             | 8                  | 1                  |
| Sumisión           | 6                  | 2                  |
| Decisión           | 2                  | 5                  |
| Empate             | 1                  | 1                  |

| Resultado | Récord | Oponente                 | Método                        | Evento                          | Fecha                    | Ronda | Tiempo | Localización     | Notas |
| --------- | ------ | ------------------------ | ----------------------------- | ------------------------------- | ------------------------ | ----- | ------ | ---------------- | ----- |
| Derrota   | 16–8–1 | Frankie Saenz            | Decisión (unánime)            | UFC Fight Night 129             | 19 de mayo de 2018       | 3     | 5:00   | Santiago         |       |
| Derrota   | 16–7–1 | Rani Yahya               | Sumisión (kimura)             | UFC Fight Night 114             | 5 de agosto de 2017      | 1     | 2:01   | Ciudad de México |       |
| Derrota   | 16–6–1 | Douglas Silva de Andrade | TKO (puño giratorio)          | UFC Fight Night 98              | 5 de noviembre de 2016   | 3     | 2:33   | Ciudad de México |       |
| Derrota   | 16–5–1 | Cody Garbrandt           | Decisión (unánime)            | UFC 189                         | 11 de julio de 2015      | 3     | 5:00   | Las Vegas        |       |
| Victoria  | 16–4–1 | Guido Cannetti           | Sumisión (guillotine choke)   | UFC 180                         | 15 de noviembre de 2014  | 2     | 1:44   | Ciudad de México |       |
| Empate    | 15–4–1 | Adrian Cruz              | Empate (dividido)             | Legacy Fighting Championship 30 | 4 de abril de 2014       | 3     | 5:00   | Albuquerque      |       |
| Victoria  | 15–4   | Jeff Golden              | Sumisión (arm-triangle choke) | Total Fight Championship 3      | 1 de septiembre de 2012  | 3     | 0:35   | Manzanillo       |       |
| Victoria  | 14–4   | Jared Carlsten           | KO (golpe)                    | MEZ Sports: Pandemonium 7       | 18 de agosto de 2012     | 1     | 0:32   | Inglewood        |       |
| Victoria  | 13–4   | Fernando Rodriguez       | TKO (golpes)                  | TSC 2                           | 23 de junio de 2012      | 1     | 0:00   | Monterrey        |       |
| Victoria  | 12–4   | Manuel Gallareta         | Decisión (unánime)            | UWC México 12                   | 24 de marzo de 2012      | 3     | 5:00   | Tijuana          |       |
| Victoria  | 11–4   | Ismael Segura            | TKO (golpes)                  | UWC México 11                   | 1 de octubre de 2011     | 1     | 3:34   | Tijuana          |       |
| Victoria  | 10–4   | Eddie Mendez             | TKO (golpes)                  | Mexico Fighter 3                | 15 de julio de 2011      | 1     | 4:41   | Hermosillo       |       |
| Derrota   | 9–4    | Brady Harrison           | Decisión (dividida)           | UWC México 10                   | 17 de junio de 2011      | 3     | 5:00   | Tijuana          |       |
| Victoria  | 9–3    | Chris Kogel              | TKO (paro de esquina)         | Baja Cage Fighting 1            | 17 de julio de 2010      | 1     | 4:30   | Tijuana          |       |
| Victoria  | 8–3    | Joe Gustina              | Sumisión (rear-naked choke)   | Cage Gladiators 3               | 22 de mayo de 2010       | 2     | N/A    | México           |       |
| Derrota   | 7–3    | Alex Soto                | Decisión (dividida)           | UWC México 5                    | 13 de febrero de 2010    | 3     | 5:00   | Tijuana          |       |
| Victoria  | 7–2    | Esteban Velazco          | TKO (golpes)                  | Club Maya: Briones vs. Velasco  | 5 de enero de 2010       | 1     | 1:48   | Rosarito         |       |
| Derrota   | 6–2    | Mike de la Torre         | Decisión (unánime)            | Ultimate Challenge Mexico 12    | 3 de octubre de 2009     | 5     | 5:00   | Tijuana          |       |
| Victoria  | 6–1    | Juan Delgado             | Sumisión (triangle choke)     | UWC México 3                    | 18 de julio de 2009      | 1     | 3:11   | Tijuana          |       |
| Victoria  | 5–1    | Hidred Oliney            | Sumisión (triangle choke)     | UWC México 2                    | 30 de mayo de 2009       | 1     | 4:18   | Tijuana          |       |
| Derrota   | 4–1    | Bobby Green              | Sumisión (triangle choke)     | Ultimate Challenge Mexico 5     | 23 de febrero de 2008    | 1     | 0:48   | Tijuana          |       |
| Victoria  | 4–0    | Sipanhya Koummalasy      | KO (golpe)                    | Ultimate Challenge Mexico 3     | 29 de septiembre de 2007 | 1     | 0:00   | México           |       |
| Victoria  | 3–0    | Mario Zarate             | TKO (golpes)                  | Ultimate Challenge Mexico 2     | 28 de julio de 2007      | 1     | 1:00   | Tijuana          |       |
| Victoria  | 2–0    | Juan Manuel Torres       | Sumisión (strikes)            | Cage on Fire 6                  | 14 de abril de 2007      | 2     | 1:59   | Tijuana          |       |
| Victoria  | 1–0    | Gabriel Palmares         | Decisión (unánime)            | Cage on Fire 5                  | 27 de enero de 2007      | 3     | 3:00   | Tijuana          |       |